# Austrofundulus transilis
 
Austrofundulus transilis es una especie de pez de la familia de los rivulinos en el orden de los ciprinodontiformes.

## Morfología
Los machos pueden alcanzar los 10 cm de longitud total.

## Distribución geográfica
Se encuentran en Sudamérica: Venezuela (río Orinoco).